# Burkettsville (Ohio)
Burkettsville est un village américain situé dans les comtés de Darke et de Mercer, dans l'Ohio. Selon le recensement de 2010, sa population est de 244 habitants.